# Kwasi Owusu
Kwasi Owusu   (7 de novembre de 1947 - Sunyani, 30 de març de 2020) fou un futbolista ghanès de la dècada de 1970.
Fou internacional amb la selecció de futbol de Ghana.
Pel que fa a clubs, destacà a Bofoakwa Tano FC.